# Chamartín de la Rosa
Chamartín de la Rosa var ett historiskt samhälle och kommun i norra delen av Madrid (Spanien), där idag ligger distrikten Chamartín, Tetuán och den norra delen av Ciudad Lineal, känd som Pinar de Chamartín.

## Geografiskt läge

Chamartín de la Rosa (rött), läge i förhållande till dagens Madrid

Chamartín de la Rosa hade en utsträckning av 12 kvadratkilometer och gränsade till flera kommuner.
- I norr och väster Fuencarral
- I söder Madrid
- I nordöst Hortaleza
- I sydöst Canillas[1]

Den 5 juni 1948 inkorporerades Chamartín de la Rosa med Madrid, och distrikten Chamartín och Tetuán bildades. Chamartín delades in i El Viso, Prosperidad, Ciudad Jardín, Hispanoameríca, Nueva España och Castilla. Tetuán delades in i Bellas Vistas, Cuatro Caminos, Castillejos, Almenara, Valdeacederas och Berruguete.